# Бонсдорф, Ильмари Владимирович
Ильмари (Илмари, Эльмар) Владимирович Бонсдорф (Toivo Ilmari Bonsdorff) (15 февраля 1879 — 20 октября 1950) — российский и финский астроном, специалист в области астрономии, геодезии, гравиметрии.

## Биография
Ильмари Бонсдорф родился 15 февраля 1879 года.
Сотрудник Пулковской обсерватории и её Одесского отделения (1902—1917). После революции продолжил свою работу в Гельсингфорсе (Хельсинки), организовал Финский геодезический институт и сеть геодезических станций. Председатель Финской академии наук.
Именем Бонсдорфа названа малая планета (1477 Bonsdorffia), открытая
И.Вяйсяля 6 февраля 1938 года в Турку, Финляндия.